# 慕う
「慕う」（したう）は、松山千春が2010年5月12日にリリースした66枚目のシングルである。

## 解説
シングル「神よ」と同時発売された。
表題曲「慕う」は、テレビ東京系『開運!なんでも鑑定団』のエンディングテーマとして使用された。

## 収録曲
| 全作詞・作曲: 松山千春。 |                                  |           |            |          |      |
| #                        | タイトル                         | 作詞      | 作曲・編曲 | 編曲     | 時間 |
| 1.                       | 「慕う」                         | 松山千春  | 松山千春   | 坂本昌之 | 4:57 |
| 2.                       | 「負け犬」                       | 松山千春  | 松山千春   | 前田憲男 | 4:47 |
| 3.                       | 「慕う」(オリジナル・カラオケ)   | 松山千春  | 松山千春   |          | 4:57 |
| 4.                       | 「負け犬」(オリジナル・カラオケ) | 松山千春  | 松山千春   |          | 4:44 |
| 合計時間:                | 合計時間:                        | 合計時間: | 19:25      |          |      |